# 湛若水墓
湛若水墓，是一座位于广州市增城区新塘镇陂头村天蚕山东麓的明墓，墓主为明代理学家湛若水。墓建于明嘉靖三十九年（1560年），为灰砂三合土版筑交椅墓，依山而建，颇为恢弘。2002年列为广东省文物保护单位。
湛若水墓依天蚕山而建，坐西朝东，由墓道、三级平台、享堂、坟头和护岭组成，总宽44米，除墓道外深36.3米，墓墙高2.2米、厚0.6米，占地1597.2平方米。平台共三级，颇为高大宽敞。墓左右山手版筑墙上分别刻双钩篆文“山斗八座真儒千载”，“九十五年全归不朽”。享堂用版筑墙绕成半圆筒形。正中坟头是以灰砂版筑而成的一座四柱重檐三间庑殿牌楼，顶已残。牌楼正间辟碑龛，原墓碑已毁，碑文已失。牌楼上层正间刻篆文“谕葬”。护岭为灰砂、山石砌筑，成半圆形绕于墓外。墓前的50米处的墓道上原有一石牌坊，现仅存残柱和柱础；100米处有一对石雕文武官吏俑，左边文官头已失，右边武官完好；150米有一对石雕马俑；约600米处有一对石雕狗俑与一只石雕羊俑。石俑皆为整块玄武岩雕刻而成。
湛若水明嘉靖三十九年四月廿二日（1560年5月16日）逝世于广州禺山精舍，享年九十五，在白云山停棺三年后，归葬故乡增城。湛若水墓在1989年6月遭盗掘，墓碑被毁，棺木与尸骸被抛出墓穴。湛若水墓1984年被列为增城县文物保护单位；1999年被列为广州市文物保护单位；2002年被列为广东省文物保护单位。